# Route comtale 277 (Suède)
La route comtale 277 (en suédois : Länsväg 277) est une route régionale qui relie Stockholm et Lidingö dans le comté de Stockholm en Suède,.

## Présentation

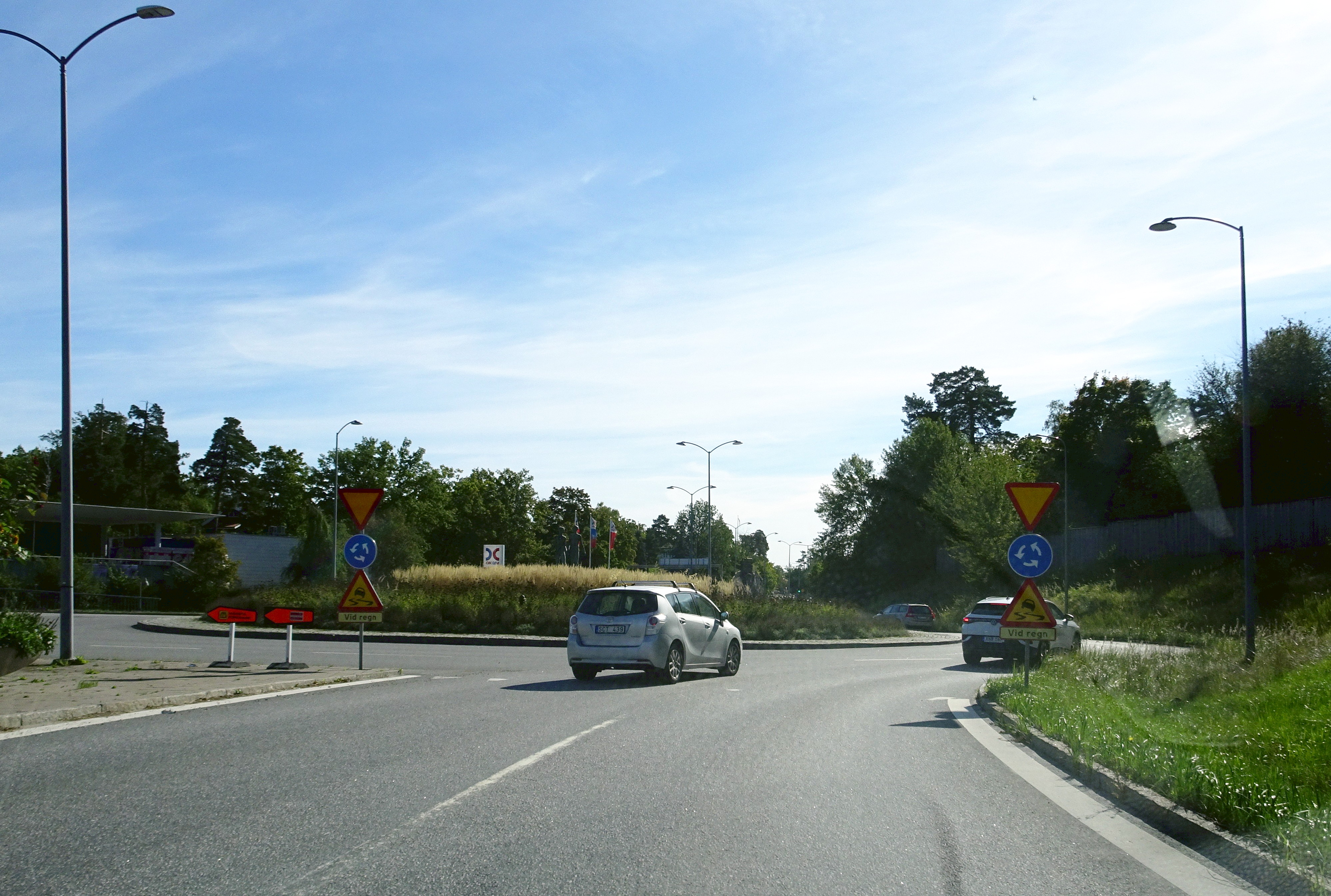
Södra Kungsvägen.

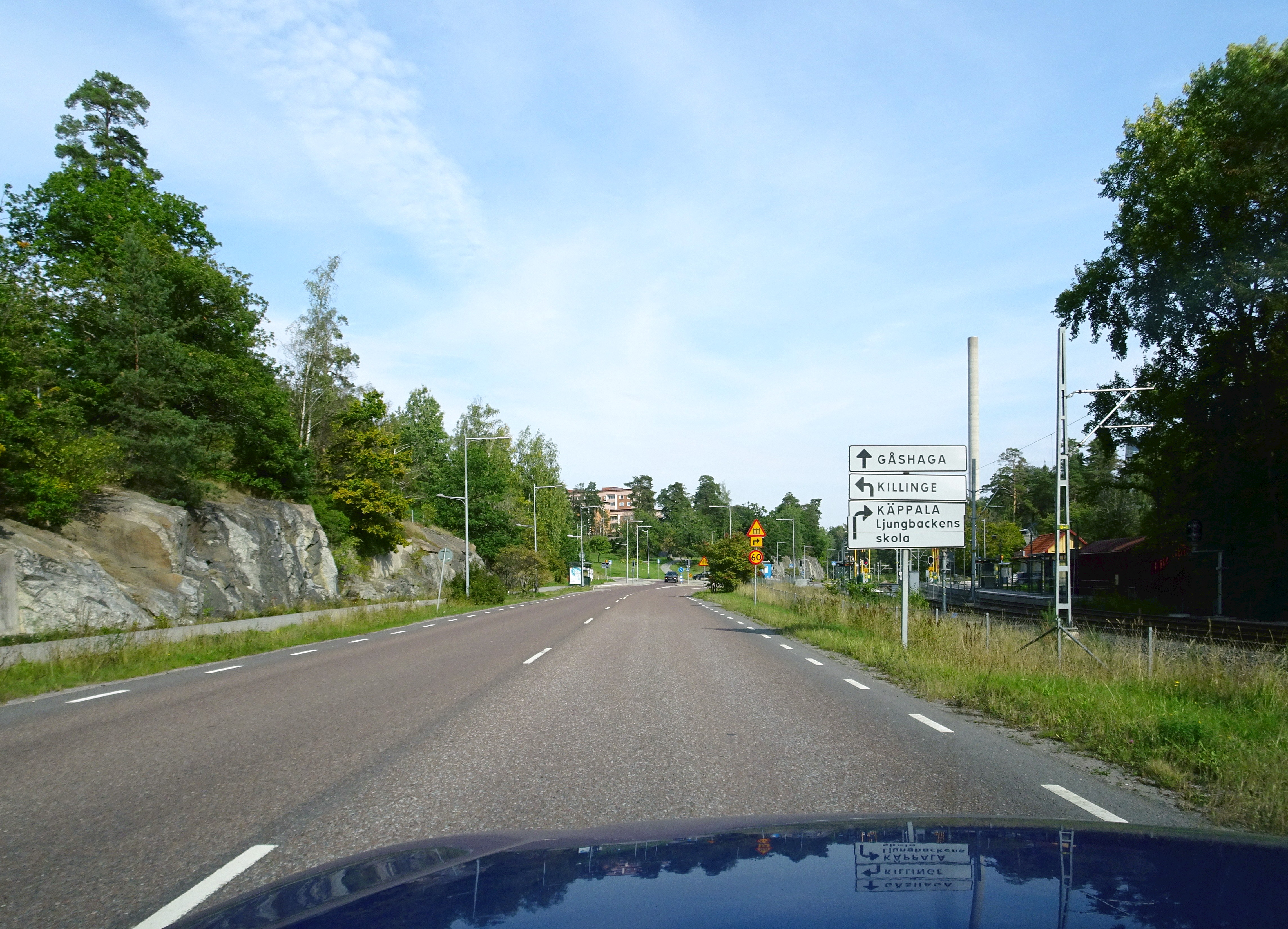
Gåshagaleden au sud-ouest de Käppala.

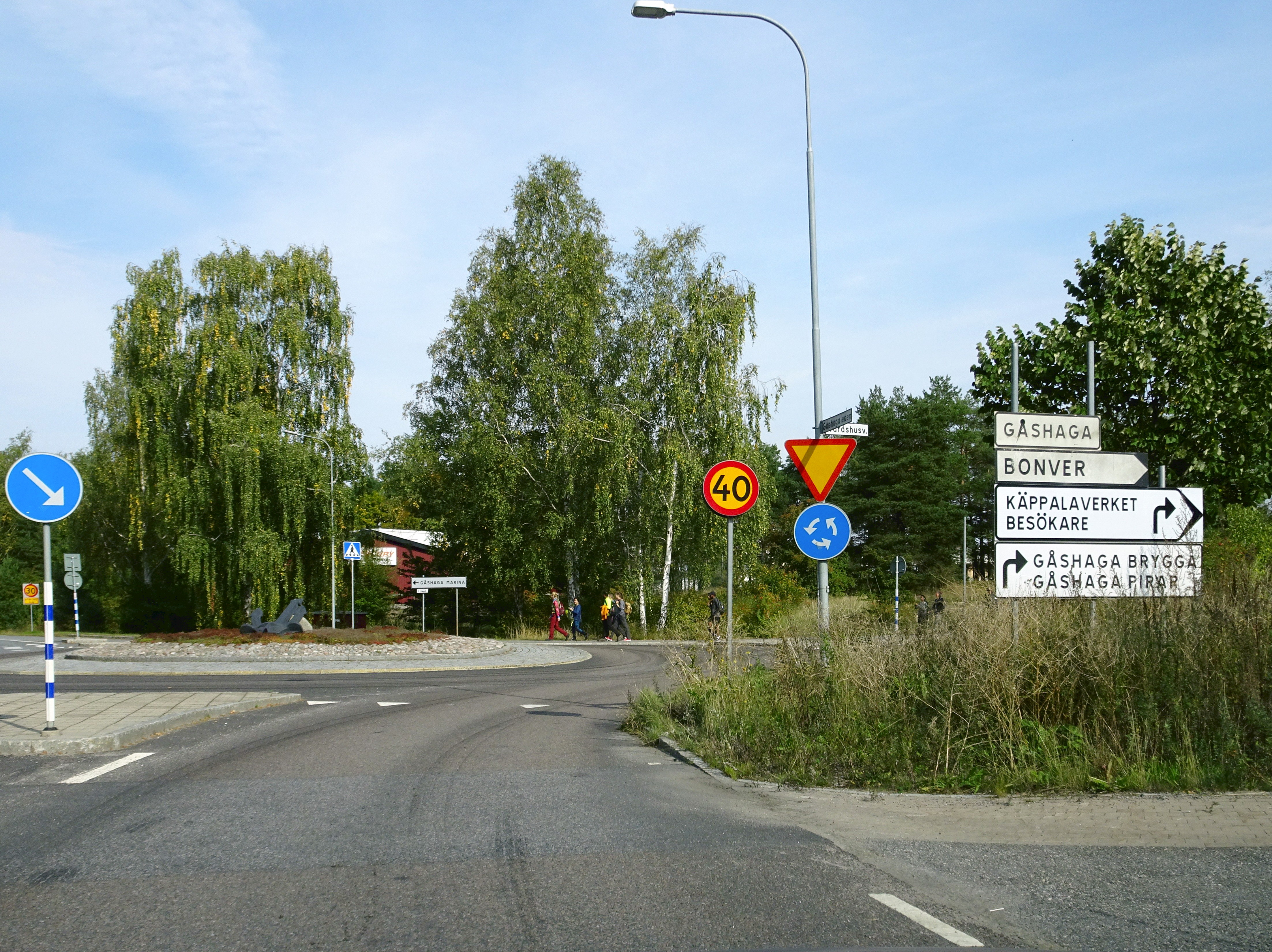
Gåshagaleden à Gåshaga.

La Länsväg 277 commence à Norrtull à Stockholm, croise le Norra Länken et se termine à Gåshaga dans la commune de Lidingö.
La route partage un tronçon avec la E20 par le Norra Länken, du carrefour de Norrtull jusqu'au carrefour de Värtan où la E20 continue jusqu'au port franc de Stockholm d'où partent les traversiers vers Tallinn et la Finlande.
La Länsväg 277 traverse le pont Lidingöbron et jusqu'à Lidingön elle est en grande partie parallèle au Lidingöbanan. 
Après le pont de Lidingö, la route s'appelle Södra Kungsvägen jusqu'à Högberga puis Gåshagaleden jusqu'à Gåshaga.
C'est d'abord une autoroute puis elle devient une route à quatre voies avec un garde-corps central avec une zone de circulation à l'intersection Stockholmsvägen, puis une route de campagne avec des intersections et des ronds-points.

## Tracé
| Km      | Lieu         | Carte interactive |
| ------- | ------------ | ----------------- |
| 0 km    | Norrtull     |                   |
|         | Norra länken |                   |
|         | Högberga     |                   |
| 13,6 km | Gåshaga      |                   |